# Gustav Lærum

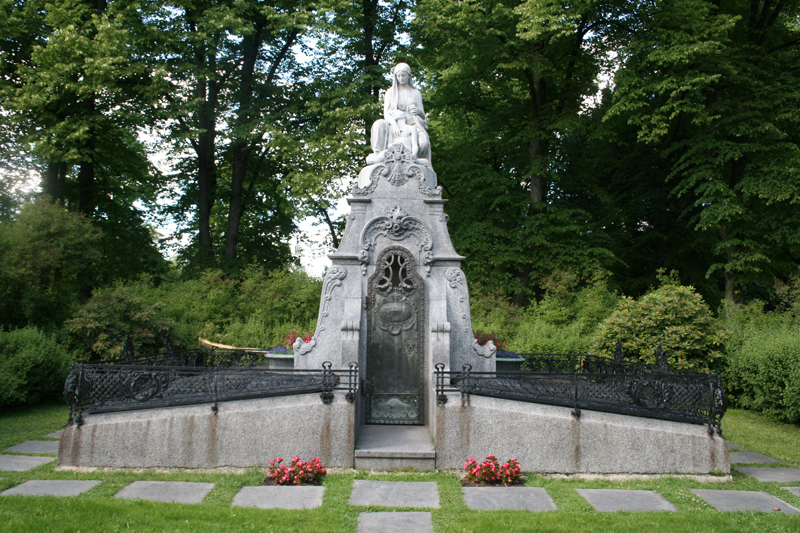
Bruksägaren Gustav Martinsens familjegrav på Nordre gravlund i Oslo med skulptur av Gustav Lærum (sörjande kvinna).

Gustav Lærum, född 2 juni 1870 nära Fetsund, Akershus amt, död 21 maj 1938, var en norsk tecknare och skulptör.
Lærum var sedan 1887 tecknare i norska skämtpressen, särskilt i Vikingen, vars bärande kraft han var som politisk karikatyrtecknare och illustratör av situationer för dagen. Han utmärkte sig för träffsäker porträtteringskonst och talang att i några få drag karakterisera en person eller händelse; hans skämt var i regel alldeles harmlöst. Åtskilliga av sina kartonger utgav han samlade i portföljer.
I början av 1900-talet började Lærum koncentrera sig på bildhuggarkonsten. Lyckligt genomförda verk på detta område presterade han i statyer av vägdirektör Hans Hagerup Krag (1909, på Voksenkollen) och av överste Georg Stang (samma år, över graven i Vor Frelsers gravlund i Kristiania) och i bysten av Johan Sverdrup (1910, på samma kyrkogård). Bland Lærums relativt få målningar märks porträtt av Henrik Ibsen och Bjørnstjerne Bjørnson.